# Peptidová deformyláza

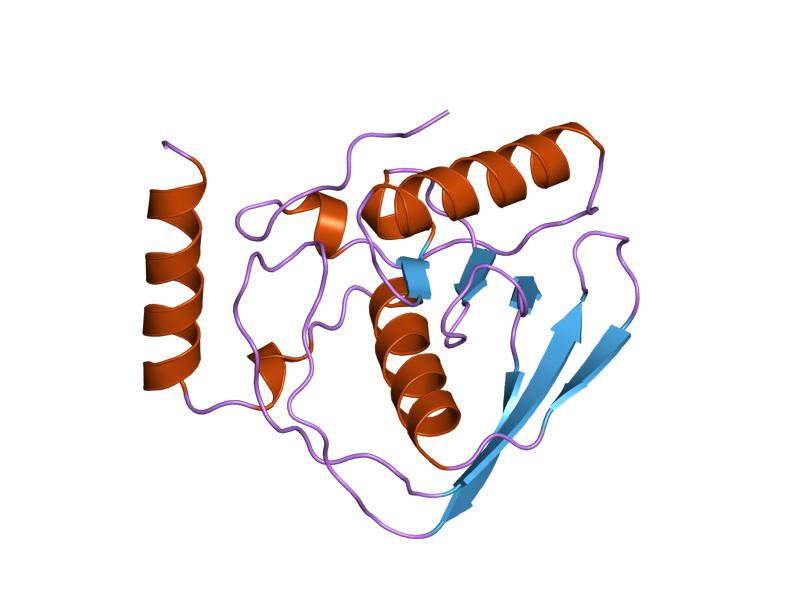
Struktura peptidové deformylázy z bakterie Escherichia coli.

Peptidová deformyláza je enzym, který odstraňuje formylovou skupinu z N-terminu vznikajících polypeptidových řetězců v eubakteriích, mitochondriích a chloroplastech.
Peptidové deformylázy jsou metaloenzymy což znamená, že na sebe vážou kovový kofaktor, typicky Fe2+ nebo Zn2+.
Existují dva typy peptidových deformyláz, typ I a II, které se liší strukturou především na vnějším povrchu .

## Funkce
Peptidová deformyláza odstraňuje formylovou skupinu z N-terminu vznikajících polypeptidů, přímo nebo hned poté co jsou syntetizovány ribozomem. Funkci peptidové deformylázy lze popsat následující rovnicí, kde formyl-L-methionylpeptid a voda reagují za vzniku formiátu a methionylpeptidu:
H2O + formyl-L-methionylpeptid {\displaystyle \rightleftharpoons } methionylpeptid + formiát
Tato reakce probíhá přímo na povrchu ribozomu, kde C-terminální alfa-helix peptidové deformylázy interaguje s ribozomálními proteiny uL22 a bL32 a rRNA.
Pro svou funkci patří tento enzym do rodiny hydroláz. Systematický název této třídy enzymů je proto formyl-L-methionylpeptid amidohydroláza.

## Strukturální studie
Ke konci roku 2007 bylo pro tuto třídu enzymů nalezeno 34 struktur s přístupovými kódy PDB 1IX1, 1LM4, 1LM6, 1LME, 1LQW, 1LQY 1SZZ 1LRU, 1LRY, 1N5N, 1Q1Y, 1SV2, 1S17 1V3Y 1VEV 1VEY, 1VEZ, 1WS0, 1WS1, 1XEM, 1XEN, 1XEO, 1Y6H, 1ZXZ 2EW6 1ZY0, 1ZY1, 2AI7, 2AI8, 2AI9, 2AIA, 2AIE, 2EW5, 2EW7